# Chillicothe (Ohio)
Chillicothe és una població dels Estats Units a l'estat d'Ohio. Segons el cens del 2008 tenia 22.296 habitants.

## Demografia
Segons el cens del 2000, Chillicothe tenia 21.796 habitants, 9.481 habitatges, i 5.754 famílies. La densitat de població era de 882,1 habitants per km².
Dels 9.481 habitatges en un 25,8% hi vivien nens de menys de 18 anys, en un 43,5% hi vivien parelles casades, en un 13,3% dones solteres, i en un 39,3% no eren unitats familiars. En el 34,3% dels habitatges hi vivien persones soles el 14,8% de les quals corresponia a persones de 65 anys o més que vivien soles. El nombre mitjà de persones vivint en cada habitatge era de 2,24 i el nombre mitjà de persones que vivien en cada família era de 2,85.
Per edats la població es repartia de la següent manera: un 22,2% tenia menys de 18 anys, un 8,4% entre 18 i 24, un 27,1% entre 25 i 44, un 24,1% de 45 a 60 i un 18,2% 65 anys o més.
L'edat mediana era de 40 anys. Per cada 100 dones de 18 o més anys hi havia 83,3 homes.
La renda mediana per habitatge era de 33.991 $ i la renda mediana per família de 42.477 $. Els homes tenien una renda mediana de 35.199 $ mentre que les dones 25.010 $. La renda per capita de la població era de 19.101 $. Aproximadament el 9,3% de les famílies i el 12,4% de la població estaven per davall del llindar de pobresa.

## Poblacions més properes
El següent diagrama mostra les poblacions més properes.